# Contea di Hinsdale
La contea di Hinsdale, in inglese Hinsdale County, è una contea dello Stato del Colorado, negli Stati Uniti. La popolazione al censimento del 2000 era di 790 abitanti. Il capoluogo di contea è Lake City.

## Geografia
La contea si trova nel sud-ovest dello Stato. Si tratta di una delle contee più remote degli Stati Uniti. Il territorio è montuoso e lo spartiacque attraversa la contea due volte. Si trova nel cuore delle montagne di San Juan. Gran parte della contea è gestita a livello statale o federale.

### Contee confinanti
- Contea di Gunnison - nord
- Contea di Saguache - nord-est
- Contea di Mineral - est
- Contea di Archuleta - sud
- Contea di La Plata - sud-ovest
- Contea di San Juan - ovest
- Contea di Ouray - nord-ovest

## Storia
L'area era territorio del popolo Ute. La contea fu creata nel 1874 e deve il suo nome al politico George A. Hinsdale.

## Comuni
L'unica town è Lake City.
Nella contea si trovano diverse città fantasma, tra cui Capitol City.